# Pfarrkirche Edelsbach

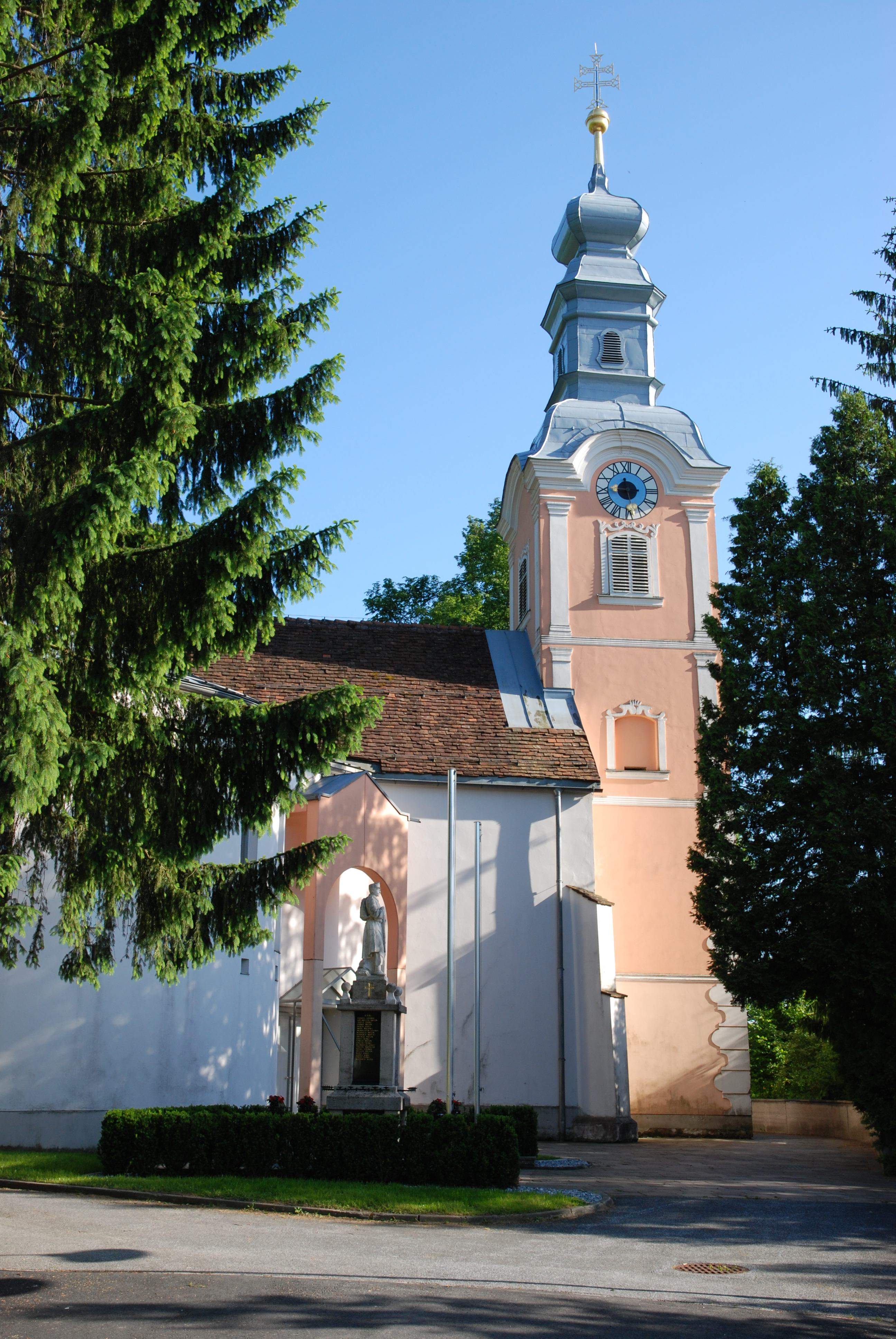
Pfarrkirche hl. Jakobus der Ältere

Die römisch-katholische Pfarrkirche Edelsbach steht in der Gemeinde Edelsbach bei Feldbach in der Steiermark. Die Pfarrkirche hl. Jakobus der Ältere gehört zum Dekanat Feldbach in der Diözese Graz-Seckau. Das Kirchengebäude steht unter Denkmalschutz (Listeneintrag).

## Geschichte
Der gotische Kirchenbau zeigt die Jahresangabe 1484 und ist im westlichen Bereich älter. Die Kirche wurde in der 2. Hälfte des 17. Jahrhunderts umgebaut. 1962 fand eine Innenrestaurierung statt.

## Architektur
Vom gotischen Bau sind die Strebepfeiler am Chor und an der Westfront erhalten. Das dreijochige Langhaus hat ein stuckiertes Stichkappentonnengewölbe auf Wandvorlagen und eine dreiachsige Orgelempore. Der eingezogene einjochige Chor hat einen Fünfachtelschluss. Die seitlichen, symmetrisch gleiche Sakristei und Oratorium haben jeweils Emporen. Der vorgesetzte quadratische, im Kern gotische Westturm hat eine Gliederung aus dem 18. Jahrhundert und einen Laternenhelm.
An der westlichen Nordwand des Langhauses ist ein Wandmalereifragment, eine Weltgerichtsdarstellung, aus dem 3. Viertel des 15. Jahrhunderts zu sehen. Am Chorschluss befindet sich ein Fragment mit der Darstellung der Jakobsleiter aus dem 15. Jahrhundert. Beide Bildfragmente wurden 1963 freigelegt und restauriert.

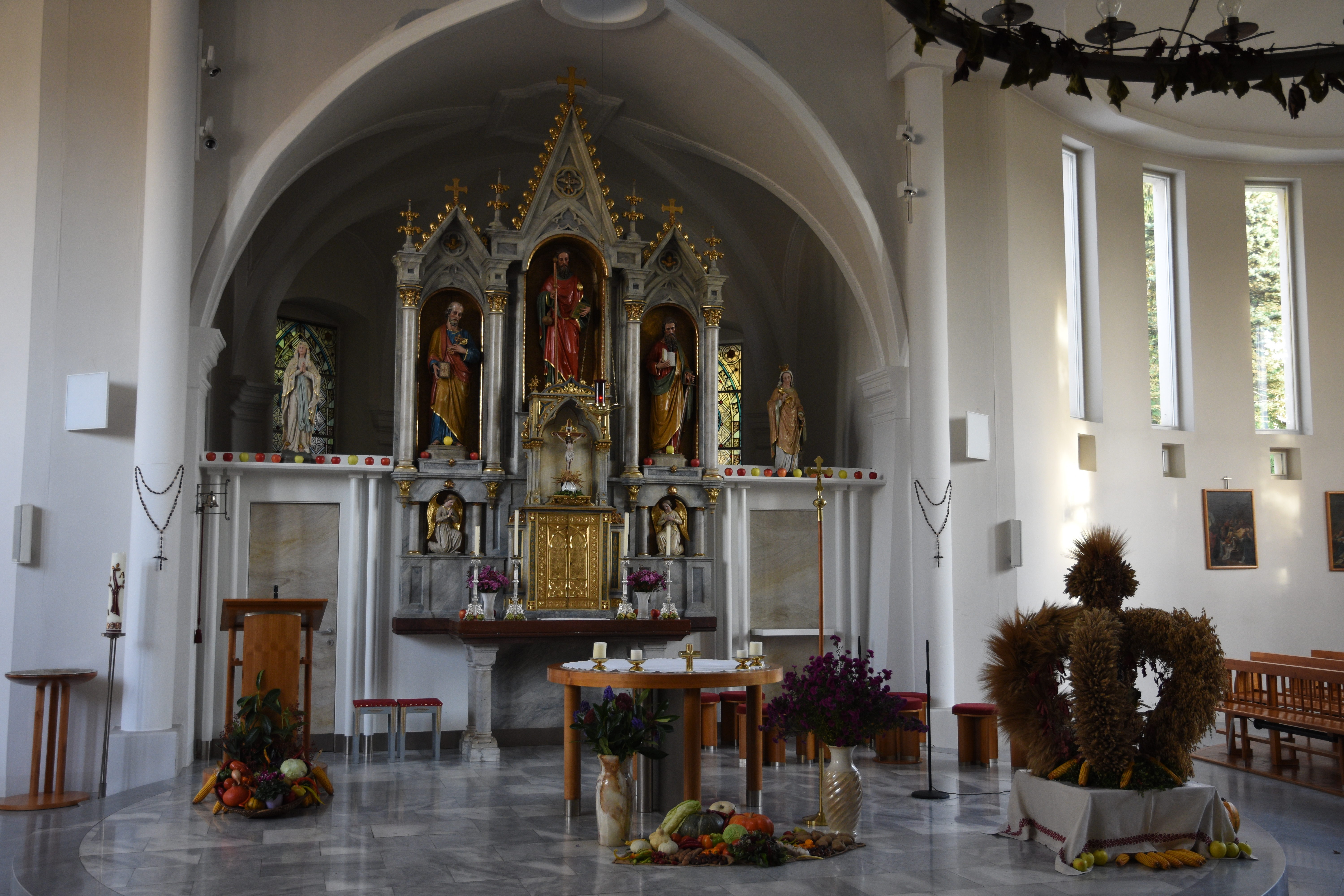
Pfarrkirche Edelsbach

## Ausstattung

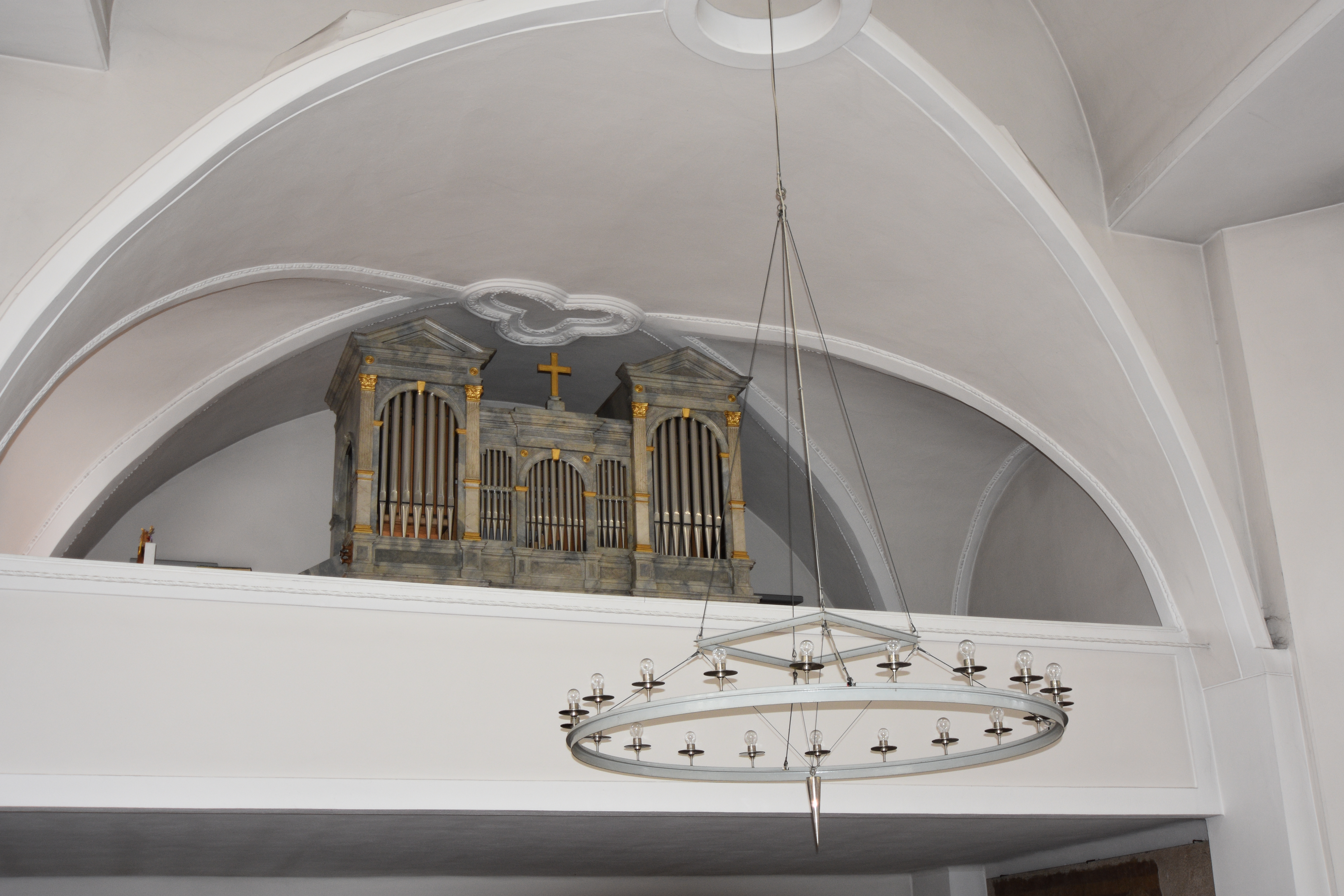
Die Orgel der Kirche

Die Altäre sind vom Tischler Michael Schopper. Die Kanzel schuf der Südtiroler Bildhauer Veit Königer (1768). Er gestaltete auch den alten Hochaltar, der in die Dornhofer-Kapelle in Edelsbach übertragen wurde. Im Chor stehen zwei Kirchenbänke aus dem 18. Jahrhundert. Das steinerne Taufbecken mit einem hölzernen Gehäuse ist aus dem 17. Jahrhundert, das Schloss der Sakristeitüre wurde mit „1832“ bezeichnet.
Die Orgel mit 7 Registern baute Konrad Hopferwieser senior (1912).